# Lieja-Bastoña-Lieja 1986
La Lieja-Bastogne-Lieja 1986 fue la 72.ª edición de la clásica ciclista Lieja-Bastoña-Lieja. La carrera se disputó el domingo 20 de abril de 1986, sobre un recorrido de 252 km. 
El vencedor final fue el italiano Moreno Argentin (Sammontana-Bianchi), que se impuso al holandés Adrie van der Poel (Kwantum Hallen-Yoko) y al noruego Dag Erik Pedersen (Ariostea-Gres), segundo y tercero respectivamente. 

## Clasificación final
| Posición | Ciclista                   | Equipo                      | Tiempo     |
| -------- | -------------------------- | --------------------------- | ---------- |
| 1        | Moreno Argentin            | Sammontana-Bianchi          | 6h 41' 21" |
| 2        | Adrie van der Poel         | Kwantum Hallen-Yoko         | m. t.      |
| 3        | Dag Erik Pedersen          | Ariostea-Gres               | m. t.      |
| 4        | Claude Criquielion         | Hitachi-Marc-Splendor       | m. t.      |
| 5        | Steven Rooks               | PDM-Ultima-Concorde         | + 20"      |
| 6        | Marc Sergeant              | Lotto-Emerxil-Merckx        | m. t.      |
| 7        | Jean-Philippe Vandenbrande | Hitachi-Marc-Splendor       | + 44"      |
| 8        | Roberto Pagnin             | Malvor-Bottecchia-Vaporella | m. t.      |
| 9        | Hubert Seiz                | Supermercati Brianzoli      | + 55"      |
| 10       | Heinz Imboden              | Cilo-Aufina                 | + 1'00"    |